# Dakin Matthews
Dakin Matthews (* 7. November 1940 in Oakland, Kalifornien) ist ein US-amerikanischer Schauspieler. Er hatte viele Auftritte in Film, Fernsehen (zum Beispiel bei Gilmore Girls und Desperate Housewives) und im Theater. Darüber hinaus ist er als Dramaturg, Regisseur und Theaterwissenschaftler tätig.

## Leben
Matthews studierte von 1960 bis 1963 im Vatikan und erwarb dort den akademischen Grad der Theologie. Danach arbeitete er einige Zeit als Lehrer. Matthews ist Gründungsmitglied der John Houseman’s Acting Company. Er heiratete die Schauspielerin und Regisseurin Anne McNaughton und hat mit ihr vier Kinder. Heute ist er hauptberuflich als Schauspieler tätig und lebt mit seiner Frau in Los Angeles.
Seit 1985 wirkte Dakin Matthews an mehr als 160 Film- und Fernsehproduktionen mit. Hauptsächlich tritt er in Fernsehserien als Gastdarsteller auf.

## Filmografie (Auswahl)

### Fernsehserien
- 1985: Remington Steele (Folge 3x12)
- 1988: Dallas (Folge 12x01)
- 1992–1995: Mord ist ihr Hobby (Murder, She Wrote, 3 Folgen)
- 1994, 2001: Diagnose: Mord (Diagnosis Murder, 2 Folgen)
- 1995: The Office (6 Folgen)
- 1998: Rache nach Plan (Vengeance Unlimited: Security, Fernsehserie, Folge 1x06)
- 1999: Die Nanny (The Nanny, Folge 6x13)
- 1999: Star Trek: Raumschiff Voyager (Star Trek: Voyager, Folge 5x23 Zeitschiff „Relativity“)
- 1999, 2002: Providence (3 Folgen)
- 2000: The West Wing – Im Zentrum der Macht (The West Wing, Folge 1x13)
- 2000: Ally McBeal (Folge 4x06)
- 2000: Dharma & Greg (Folge 4x08)
- 2000, 2003: Practice – Die Anwälte (The Practise, 4 Folgen)
- 2000–2004, 2007: Gilmore Girls (10 Folgen)
- 2001–2007: King of Queens (The King of Queens, 14 Folgen)
- 2002: Charmed – Zauberhafte Hexen (Charmed, Folge 4x22)
- 2004: New York Cops – NYPD Blue (NYPD Blue, 3 Folgen)
- 2004: Dr. House (House, Folge 1x05)
- 2005–2006, 2008–2012: Desperate Housewives (9 Folgen)
- 2006: Stargate – Kommando SG-1 (Stargate SG-1, Folge 9x14)
- 2006: Dexter (Folge 1x09)
- 2007: Boston Legal (Folge 3x11)
- 2007: Medium – Nichts bleibt verborgen (Medium, Folge 3x20)
- 2007: Shark (Folge 2x01)
- 2010: Cold Case – Kein Opfer ist je vergessen (Cold Case, Folge 7x14)
- 2010: General Hospital (unbekannte Anzahl)
- 2010: Parks and Recreation (Folge 2x20)
- 2011: Two and a Half Men (Folge 8x16)
- 2011, 2013: The Mentalist (2 Folgen)
- 2012: Castle (Folge 5x09)
- 2012: Good Wife (The Good Wife, Folge 4x02)
- 2012, 2014: The Big Bang Theory (2 Folgen)
- 2013: Devious Maids – Schmutzige Geheimnisse (Devious Maids, Folgen 1x08–1x09)
- 2015: Elementary (Folge 3x09)
- 2015: Veep – Die Vizepräsidentin (Veep, Folge 4x03)
- 2016: Blue Bloods – Crime Scene New York (Blue Bloods, Folge 6x16)

### Filme
- 1987: Nuts… Durchgedreht (Nuts)
- 1987: Wie der Vater, so der Sohn (Like Father Like Son)
- 1989: Die fabelhaften Baker Boys (The Fabulous Baker Boys)
- 1990: Ghost Dad
- 1991: Chucky 3 (Child’s Play 3)
- 1991: Eve 8 – Außer Kontrolle (Eve of Destruction)
- 1993: Die Aushilfe (The Temp)
- 1993: Undercover Blues – Ein absolut cooles Trio (Undercover Blues)
- 1993: Die Wiege der Sonne (Rising Sun)
- 1997: Bean – Der ultimative Katastrophenfilm (Bean)
- 1997: Flubber
- 1997: Ein Pastor startet durch (Soul Man)
- 1998: Ausnahmezustand (The Siege)
- 1999: Die Muse (The Muse)
- 2000: Thirteen Days
- 2003: Fighting Temptations (The Fighting Temptations)
- 2010: True Grit
- 2011: Der Adler der neunten Legion (The Eagle)
- 2012: Lincoln
- 2013: Zero Charisma
- 2015: Bridge of Spies – Der Unterhändler (Bridge of Spies)